# Diakoniestiftung Lazarus
Das Lazarus-Krankenhaus ist ein Krankenheim in der Bernauer Straße in Berlin, Bezirk Mitte. Die Diakoniestiftung Lazarus Berlin hat ihre Einrichtungen und Dienste in die Hoffnungstaler Stiftung Lobetal eingebracht. Lobetal ist eine der vier Stiftungen der Von Bodelschwinghschen Stiftungen Bethel mit Sitz in Bielefeld.

## Geschichte

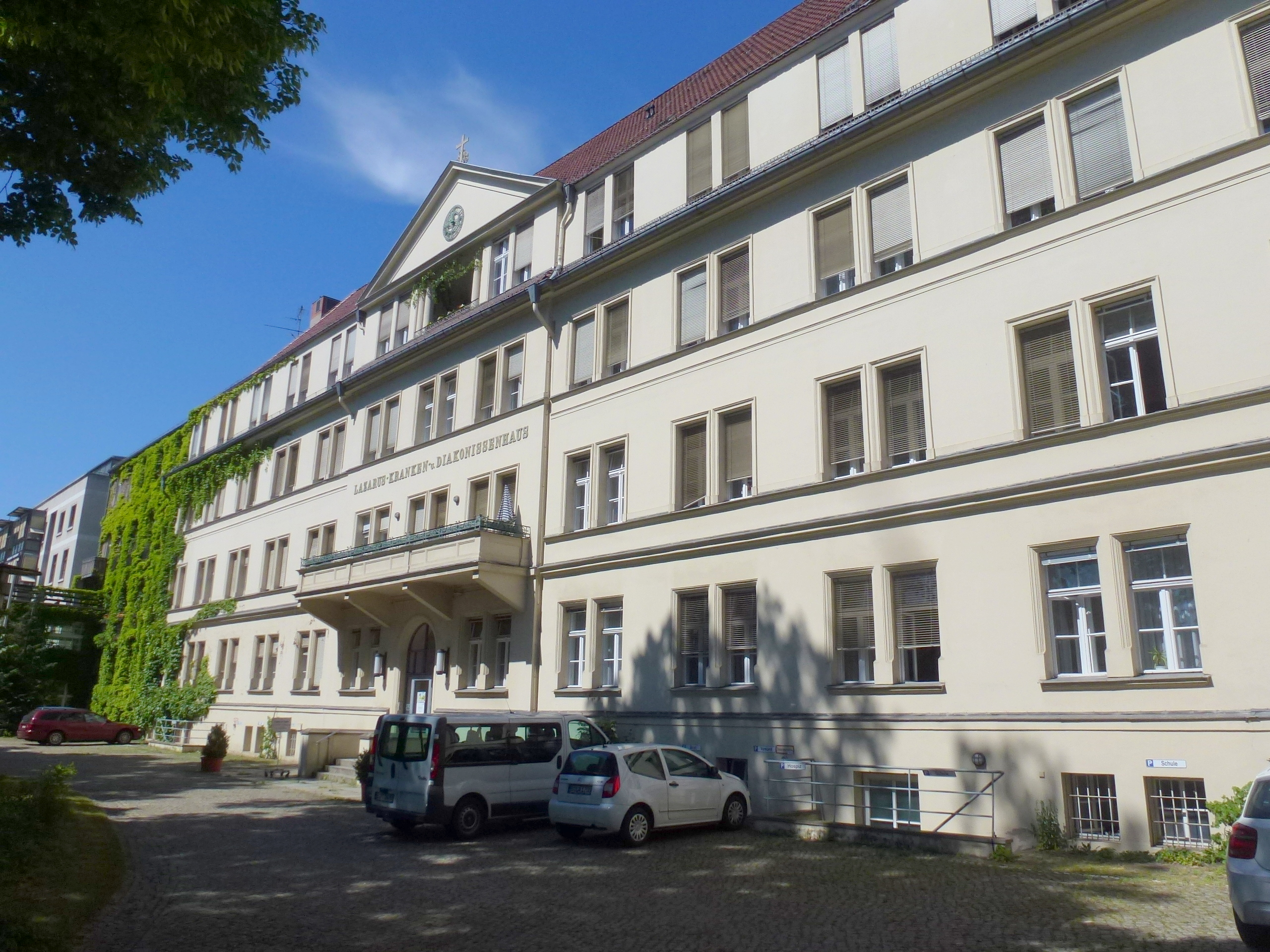
Lazarus-Krankenhaus Hauptgebäude

Der Gründer der Lazarus-Stiftung, Pfarrer Wilhelm Boegehold, hatte 1863 das Gemeindepfarramt in der Elisabeth-Gemeinde im Berliner Norden (Invalidenstraße, heute: Bezirk Mitte) übernommen, einer durch Zuzug Arbeitssuchender schnell wachsenden Gemeinde.
Am 16. Juni 1865 wurde der Grundstein für einen Krankensaal mit 15 Betten und eine darüber liegende Kapelle (verbunden mit einem Betsaal für Bibelstunden sowie Kinder- und Jugendarbeit) gelegt. Bereits am 29. November 1865 konnte die Kapelle eingeweiht werden, im Juni 1866 der Krankensaal. Aber bis auf eine schwerstkranke Patientin waren die ersten Kranken, die hier zunächst versorgt wurden, nicht die armen Lazarusse aus der Umgebung, sondern verwundete und kranke Soldaten aus dem Krieg mit Österreich. Bald war klar, dass ein größeres Krankenhaus nötig war. 1867 bis 1870 entstand – allerdings ohne ausreichende Finanzierung – ein Erweiterungsbau mit 137 Betten. Boegehold war auf Spenden angewiesen; er wurde zudem sehr durch den Maschinen-Fabrikanten Louis Schwartzkopff unterstützt. Boegehold hatte sich an ihn gewandt, zumal zahlreiche Arbeiter der Schwartzkopff’schen Fabrik seine Gemeindeglieder waren. Daraus erwuchs eine Freundschaft und dauerhaftes Engagement für Lazarus: Schwartzkopff konsolidierte nach Boegeholds Tod das Lazarus-Werk, gründete das erste Kuratorium und war jahrelang dessen Vorsitzender.
Für die Krankenpflege suchte Boegehold Diakonissen. Es wurden einige Schwestern der Diakonissenanstalt Kaiserswerth (bei Düsseldorf) entsandt, aber nicht genug und vor allem nicht auf Dauer. Sehr bald gründete Boegehold deshalb ein eigenes Diakonissenmutterhaus. Es begann damit die Ausbildung von Diakonissen, die auch zur Versorgung von Alten und Kranken in der Gemeindekrankenpflege in Berlin, Brandenburg bis hin nach Schlesien eingesetzt werden.

### Förderer
Als Boegehold im Jahr 1873 gestorben war, drohte das Lazarus-Werk wirtschaftlich zusammenzubrechen. Der Maschinenbaufabrikant Louis Schwartzkopff, ein Freund Boegeholds und Förderer von Lazarus (nach ihm ist die Schwartzkopffstraße in Berlin-Mitte – und auch ein U-Bahnhof – benannt) gründete das Kuratorium und übernahm den Vorsitz; er erreichte die behördliche Genehmigung der Statuten und die Verleihung der Körperschaftsrechte. Seit 1874 bildet die Lazarus-Stiftung zugleich eine eigene Kirchengemeinde. 1882 führte Carl Langenbuch im Krankenhaus die erste Cholezystektomie durch.

### Heinrich Wolfgang Seidel
Im Jahr 1907 begann ein junger Theologe seinen Berufsweg, indem er das Amt des zweiten Anstaltspfarrers in Lazarus übernahm. Es war Heinrich Wolfgang Seidel, damals jung verheiratet mit der Schriftstellerin Ina Seidel.

### Ausgestaltung des Stifts
Weitere wichtige Stationen auf dem Weg des Lazarus-Werkes: Im Jahr 1907 wurde die Krankenpflegeschule eröffnet, 1919 ein Kinderhort gegründet. Anfang der 20er Jahre brachte die Inflation fast den wirtschaftlichen Ruin. Eine Volksküche wurde eingerichtet und Diakonissen wurden in Krankenhäuser und Heime außerhalb Berlins entsandt – u. a. nach Bad Freienwalde, Eberswalde, Kyritz, Cottbus, Erkner, Potsdam, Rüdersdorf. 1924 wurde in Bad Kösen ein Altersheim – das Damenstift – erworben.

### Zweiter Weltkrieg
Im Zweiten Weltkrieg erlitt das Krankenhaus 1943 schwere Bombenschäden, Teile des Krankenhausbetriebs wurden nach Franzensbad ausgelagert. 1945 im Juni begann der Wiederaufbau des Krankenhauses, die noch nutzbaren Gebäudeteile waren mit Patienten überfüllt.

### Nachkriegszeit und Mauerbau
Als 1946 Berlin in Sektoren aufgeteilt wurde, lag die Bernauer Straße an der Grenze des französischen Sektors. Dadurch wurde den 47 im sowjetischen Sektor und in der Mark Brandenburg arbeitenden Diakonissen die Verbindung zum Mutterhaus deutlich erschwert. Natürlich konnten sie zu Besuch kommen, aber sie waren DDR-Bürger. Vollends schwierig wurde diese Trennung durch den Mauerbau am 13. August 1961. Die in Ost-Berlin und in der DDR tätigen Diakonissen waren vom Mutterhaus abgeschnitten. Sie waren weder kranken- noch rentenversichert; beides war bis zum 13. August nicht nötig, weil man ja im Ernstfall zurück ins Mutterhaus konnte. Zudem konnte von einem Tag auf den anderen eine erhebliche Zahl von Mitarbeitern aus dem Ostteil nicht mehr zur Arbeit kommen: Krankenschwestern und Pfleger, Verwaltungsangestellte, Ärzte. Der plötzliche Personalnotstand stellte die Verantwortlichen vor unlösbare Probleme.
Die U-Bahn Bernauer Straße wurde mit dem Mauerbau geschlossen, der Zugang zum S-Bahnhof Nordbahnhof vom Eingang Bernauer war zuvor schon nicht mehr möglich. Später wurde eine Buslinie eingerichtet.
Am 22. August, verstarb das erste Berliner Maueropfer, Ida Siekmann, nach ihrem Sprung aus dem dritten Stock in der Bernauer Straße 48 auf dem Weg zum Lazarus-Krankenhaus.

### Das moderne Konzept des Krankenheims
Mitte der achtziger Jahre bewilligte der Berliner Senat Mittel für einen Krankenhausersatzbau zu einem Neu- und Umbau in ein Krankenheim um. 1987 wurde das Lazarus-Krankenhaus somit ein Krankenheim – ein nur in Berlin bestehender Typ von Pflegeeinrichtungen. Das Krankenheim hat angestellte Ärzte und Therapeuten.
In den 1990er Jahren kamen am Standort Bernauer Straße weitere Arbeitsgebiete hinzu: 1992 wurde die Altenpflegeschule eröffnet. Im selben Jahr begann die Diakoniestiftung Lazarus, eine ambulante Hospizarbeit aufzubauen. 1999 konnte ein stationäres Hospiz seiner Bestimmung übergeben werden. Im Jahr 2000 begann die Ausbildung in einer Berufsfachschule für Sozialwesen und ab 2004 in einer Fachoberschule für Sozialwesen. Die Entwicklung setzte sich fort mit der Eröffnung des Mauercafés (2011), einer Therapeutischen Wohngruppe für junge Menschen (2016) und einer Kita (2016) fort. Seit 2017 gehören die benachbarte Wohnstätte für Menschen mit Einschränkungen „Schrippenkirche“ sowie das Inklusions-Hotel „Grenzfall“ mit Gästehaus zum Campus. Sämtliche Einrichtungen befinden sich in der Trägerschaft der Hoffnungstaler Stiftung Lobetal.
Neben diesen Einrichtungen befindet sich das Diakonissenhaus auf dem Lazarus-Campus, dieses gehört zur Stiftung Lazarus-Diakonie Berlin.

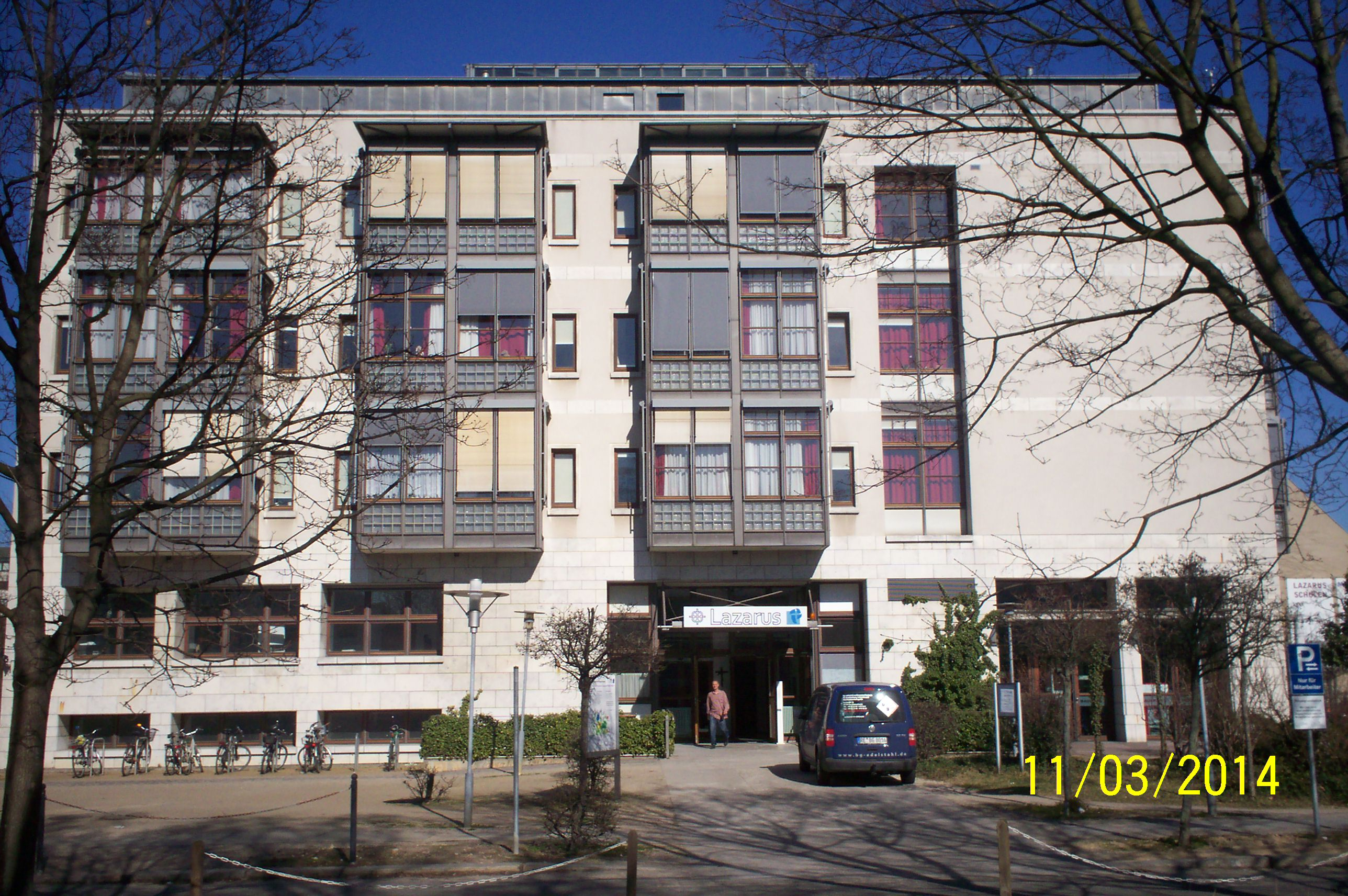
Haus Sonneneck – Haupteingang
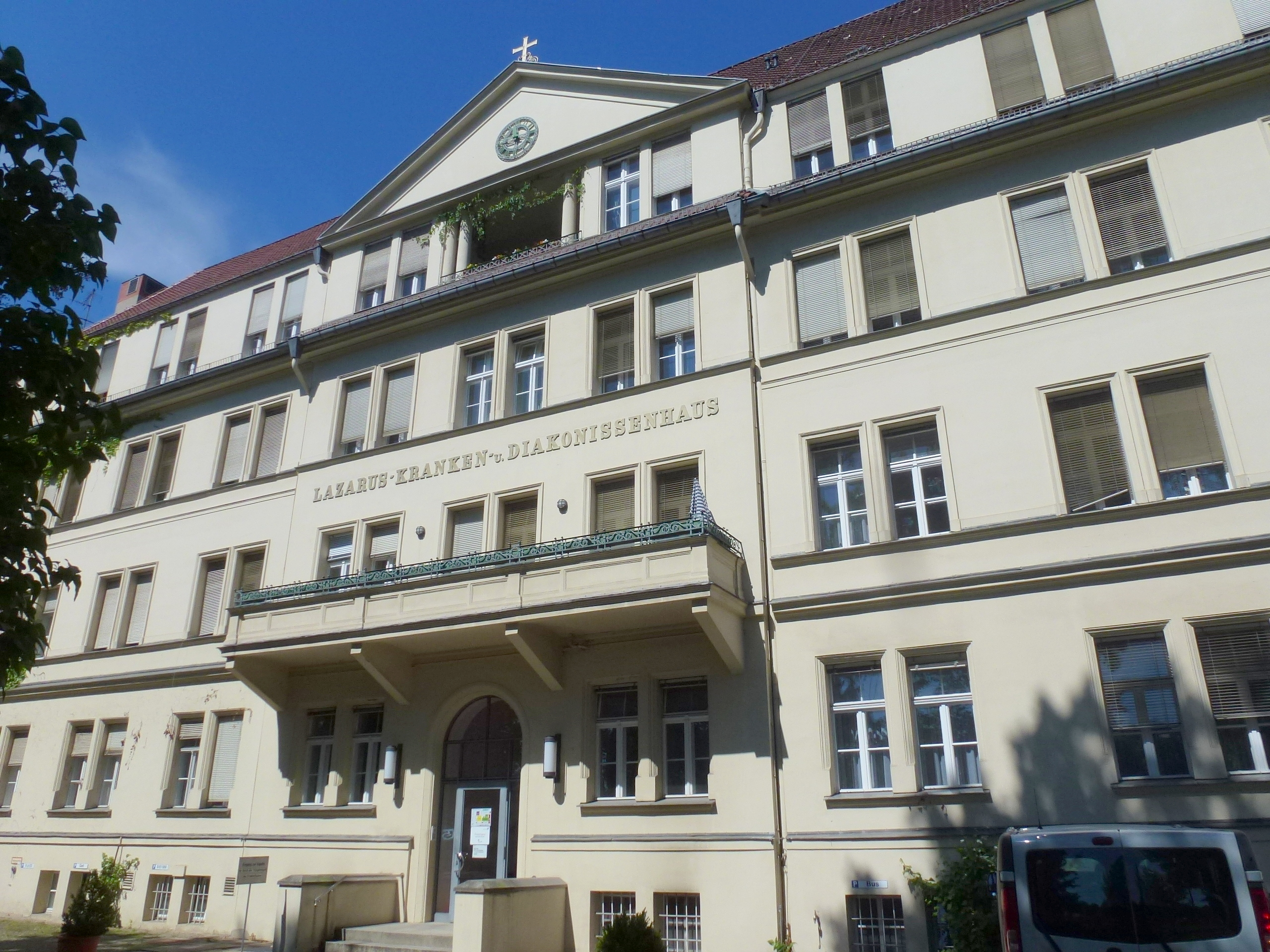
Hauptgebäude Haus Boegehold
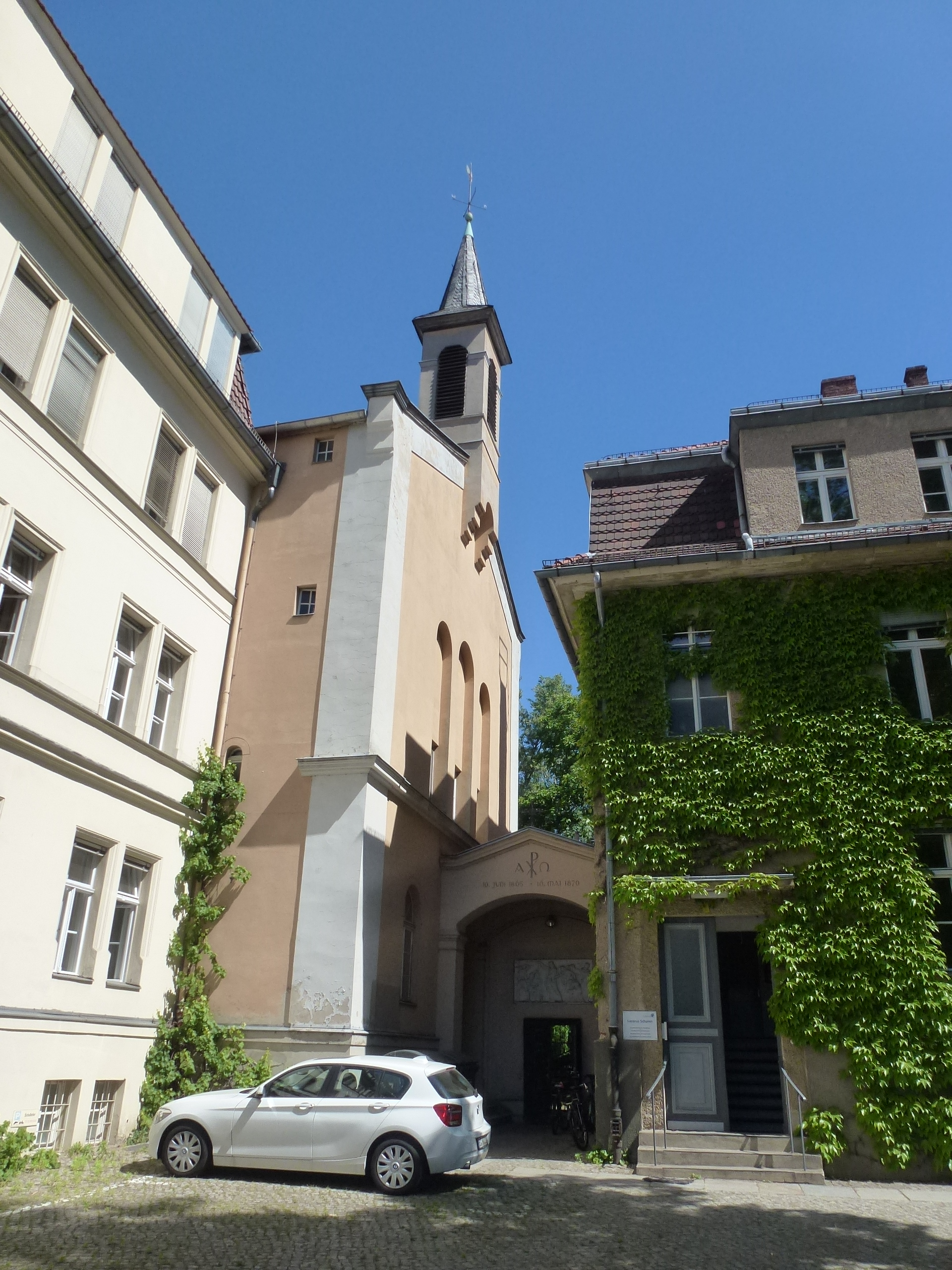
Lazarus-Kapelle
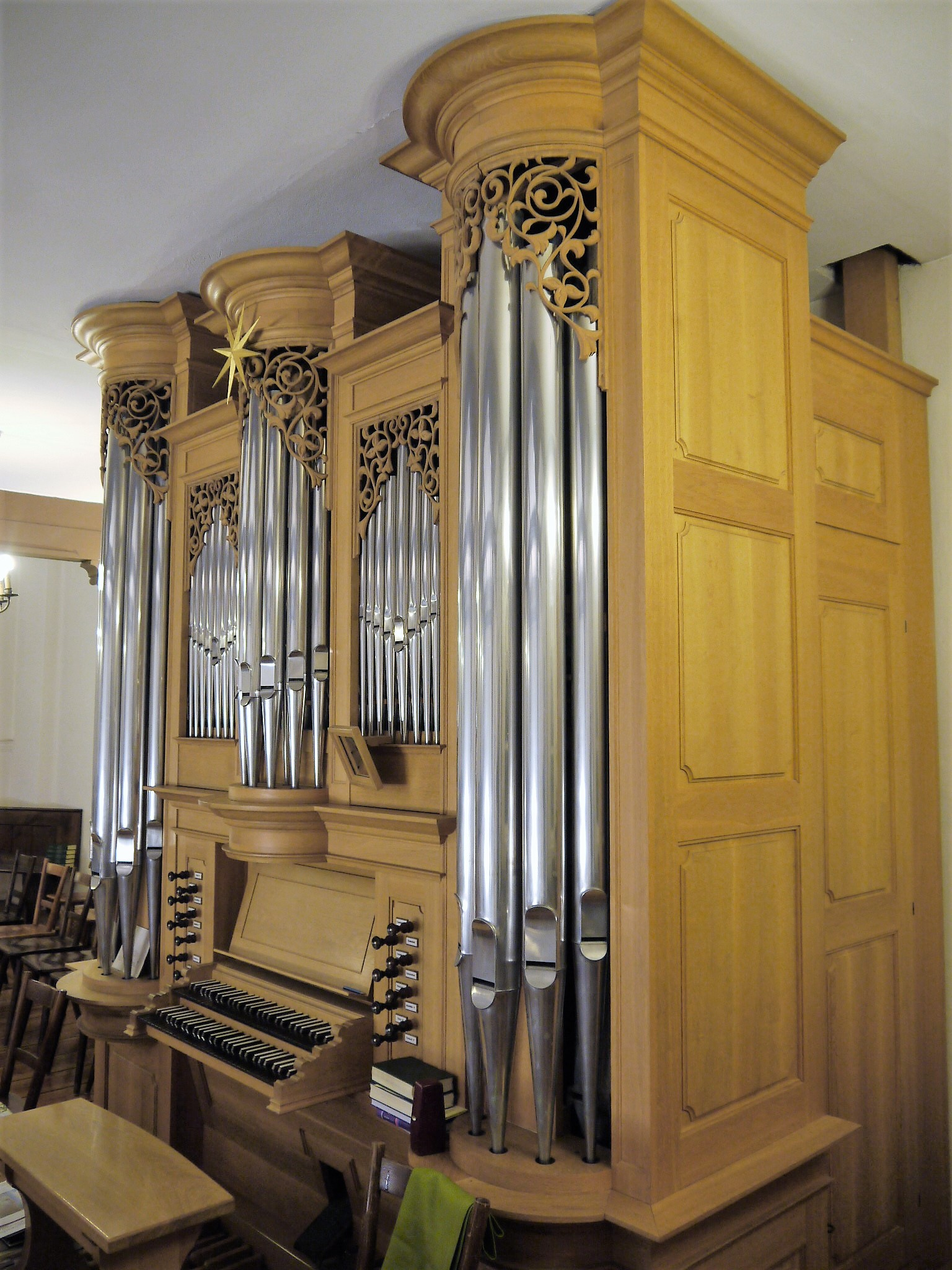
Orgel der Kapelle
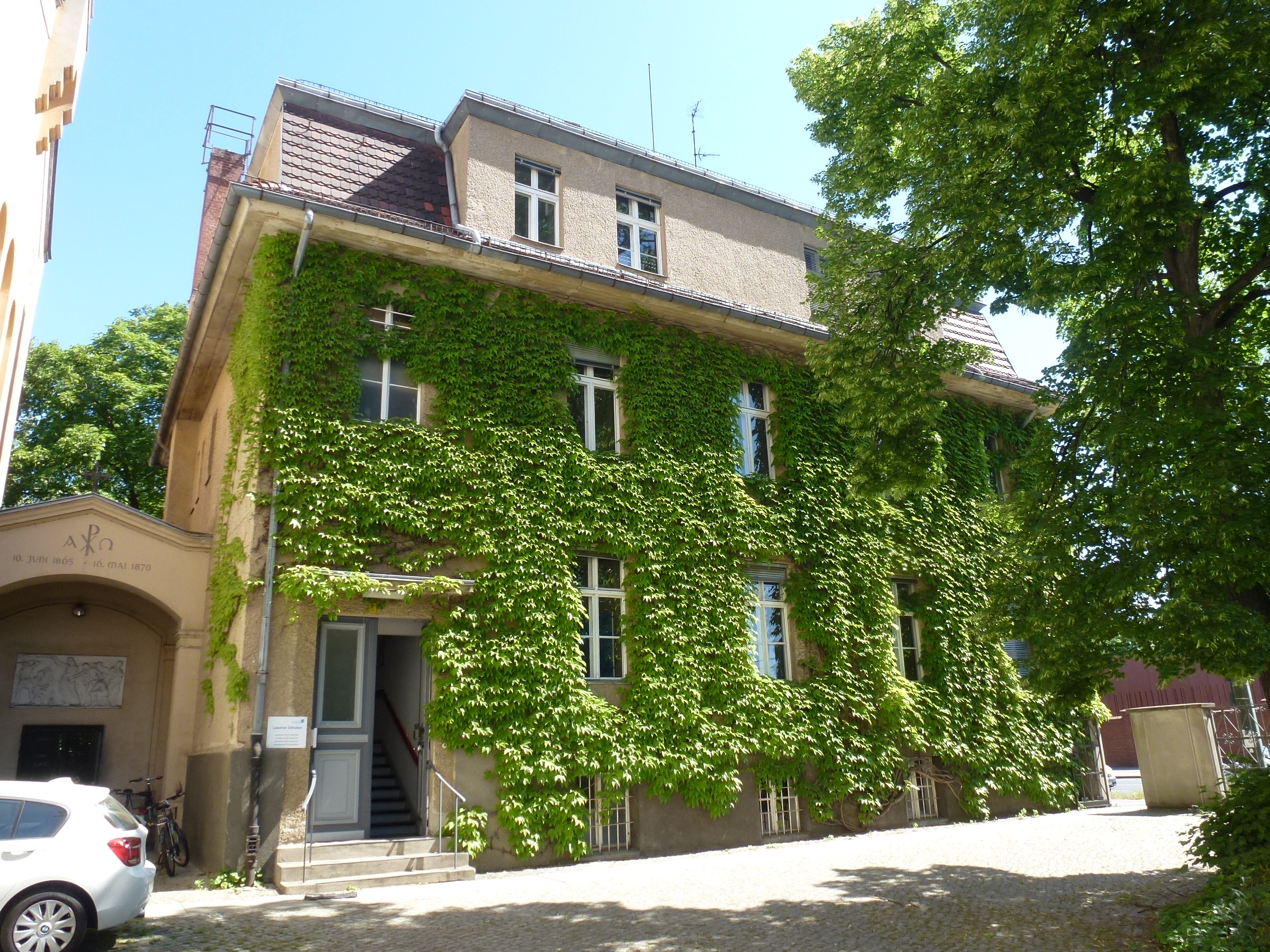
Schul- und Beamtenhaus
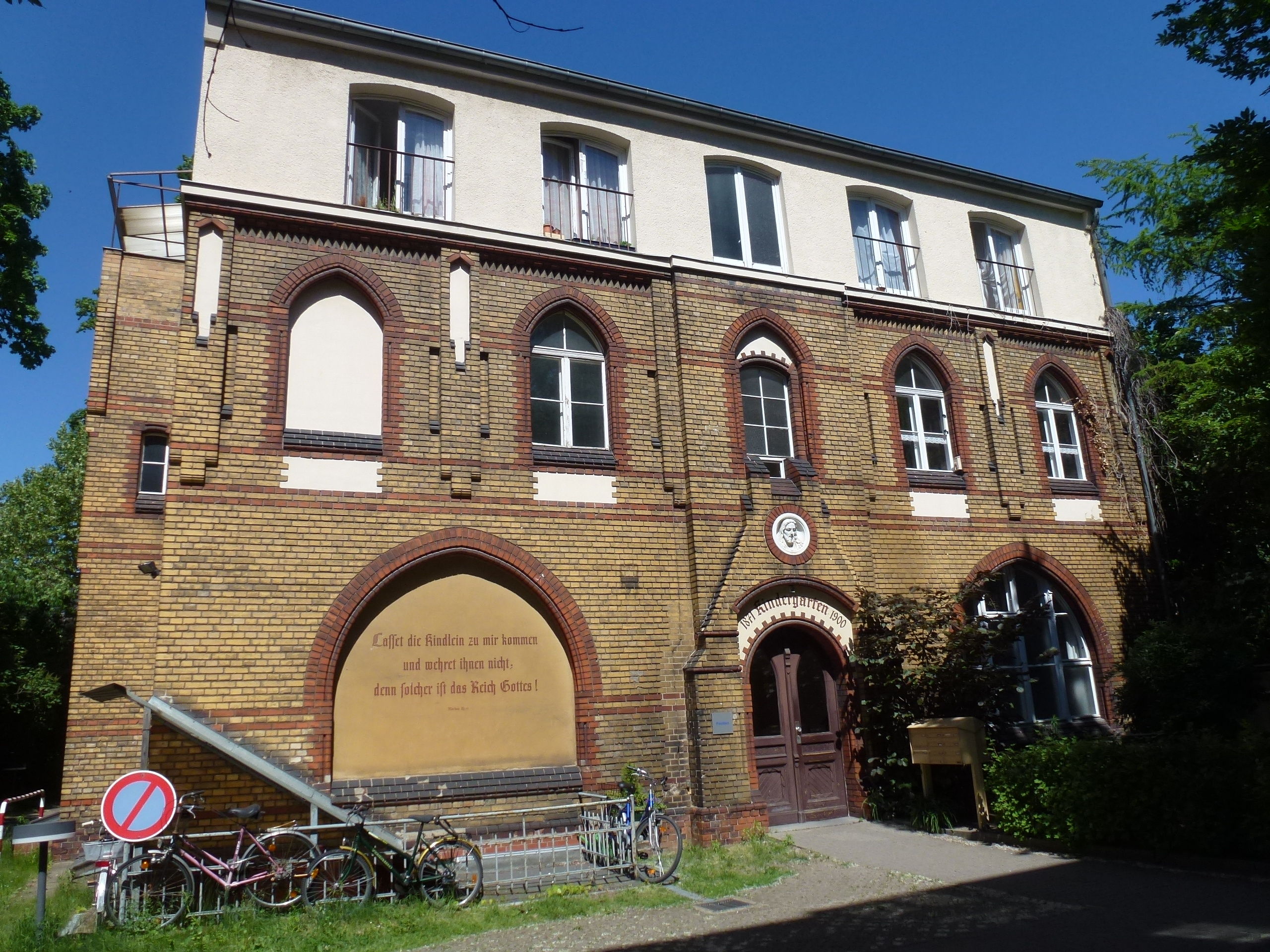
Kleinkinderschule
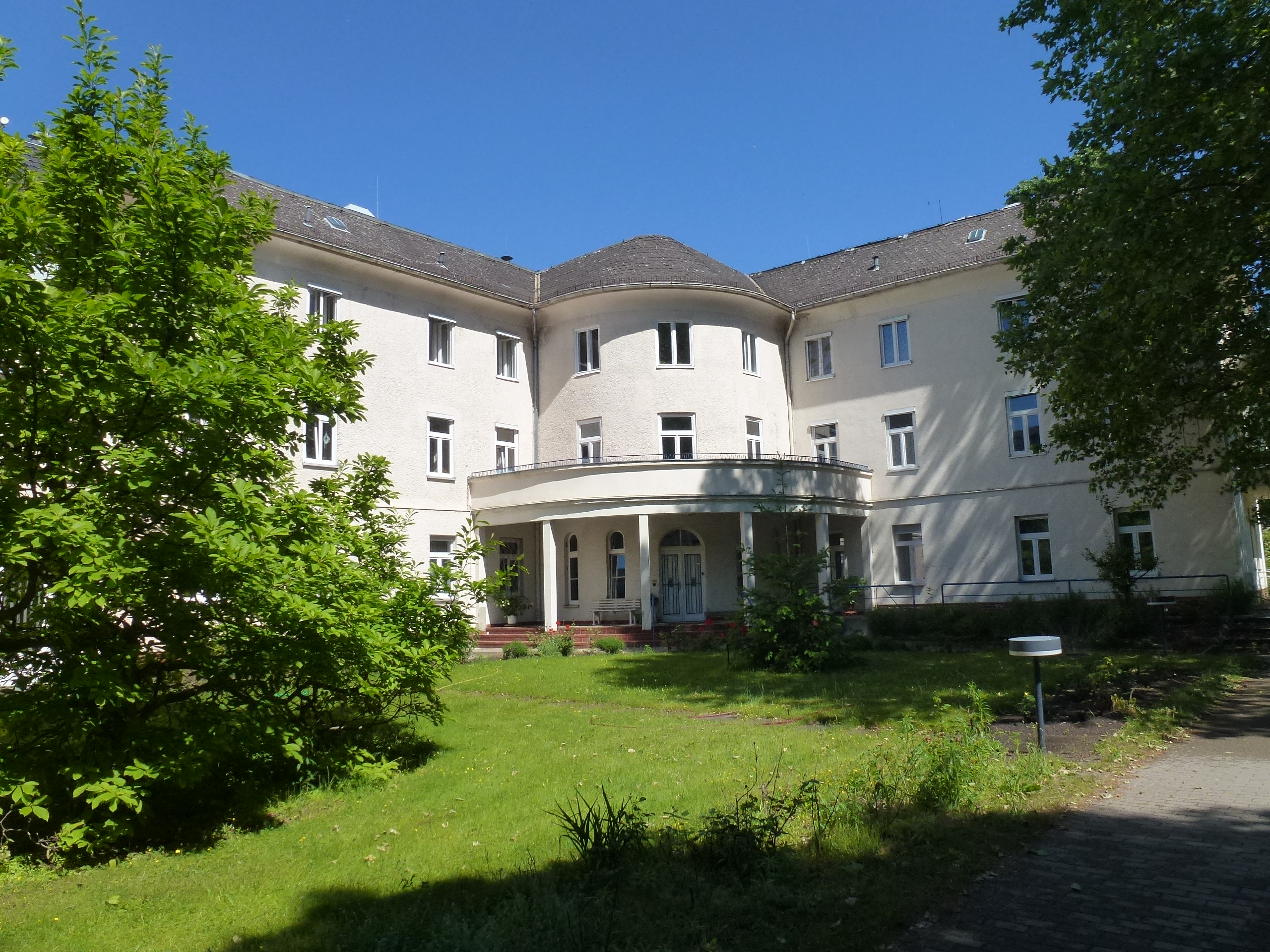
Schwesternheim Diakonissen-Mutterhaus